# 2066 Palala
A 2066 Palala (ideiglenes jelöléssel 1934 LB) a Naprendszer kisbolygóövében található aszteroida. Cyril V. Jackson fedezte fel 1934. június 4-én.